# Embuscade de Coatepec Harinas
Guerre de la drogue au Mexique
Batailles
L'embuscade de Coatepec Harinas se déroule le 18 mars 2021, pendant la guerre de la drogue au Mexique. Cette attaque de représailles visant la Police fédérale mexicaine est attribuée à La Familia Michoacana.

## Déroulé
Le 18 mars 2021, des unités de la police fédérale, mais aussi des agents du Bureau du procureur général de l'État de Mexico (FGJEM), patrouillent dans Coatepec Harinas, État de Mexico. Les policiers sont pris en embuscade par plusieurs hommes armés.
Après l'attaque, la Garde nationale et des unités des forces armées lancent un ratissage du site à la recherche des assaillants.

## Bilan humain
À la suite de cette embuscade, huit policiers et cinq agents du Bureau du procureur général de l'État de Mexico sont tués.

## Motif de l'attaque
D'après des sources de renseignement de l'État, le 16 mars, une opération est menée avec 172 soldats dans la communauté de Gama de la Paz, dans la municipalité de Zacualpan, à 40 minutes du lieu de l'embuscade du 18 mars. Cette embuscade est donc, d'après ces sources, des représailles à l'opération menée par les forces de sécurité à Gama de la Paz.

## Faits ultérieurs
Le 20 mars 2021, le Bureau du procureur général de l'État de Mexico met en place une récompense de 500 000 pesos (20 500 € aux taux du 21 mars 2021) pour toute information permettant la capture de trois personnes qui sont suspectés d'avoir participé à l'embuscade. Ces individus sont Alberto Romero « Macrina » Pérez, Silverio « Fierros » Martínez Hernández et Gilberto Misael « Barbas » Ortiz Trujillo.
Les funérailles des cinq membres du FGEJM et de quelques policiers tués ont lieu le 21 mars à Toluca, Atlacomulco et Tenancingo de Degollado.
Le 25 mars, le Bureau du procureur général de l'État de Mexico annonce que 25 arrestations ont eu lieu. Ces individus font l'objet d'une enquête pour avoir eu des relations avec les trois sujets identifiés comme les auteurs présumés. Ils font aussi l'objet d'une enquête pour des délits qu'ils auraient commis pour La Familia Michoacana, comme le trafic de drogues.
Le 5 septembre 2021, le procureur général de l'État de Mexico, Alejandro Gómez Sánchez, indique que parmi les membres arrêtés, certains sont des membres de La Familia Michoacana.